# Kraftfahrzeugkennzeichen

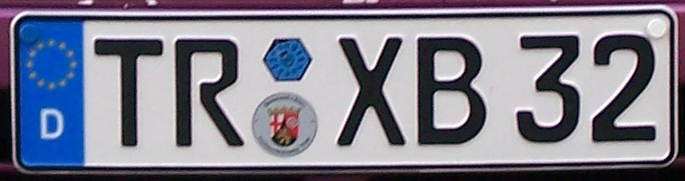
Deutsches Kennzeichen

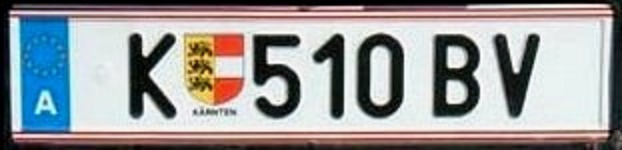
Österreichisches Kennzeichen

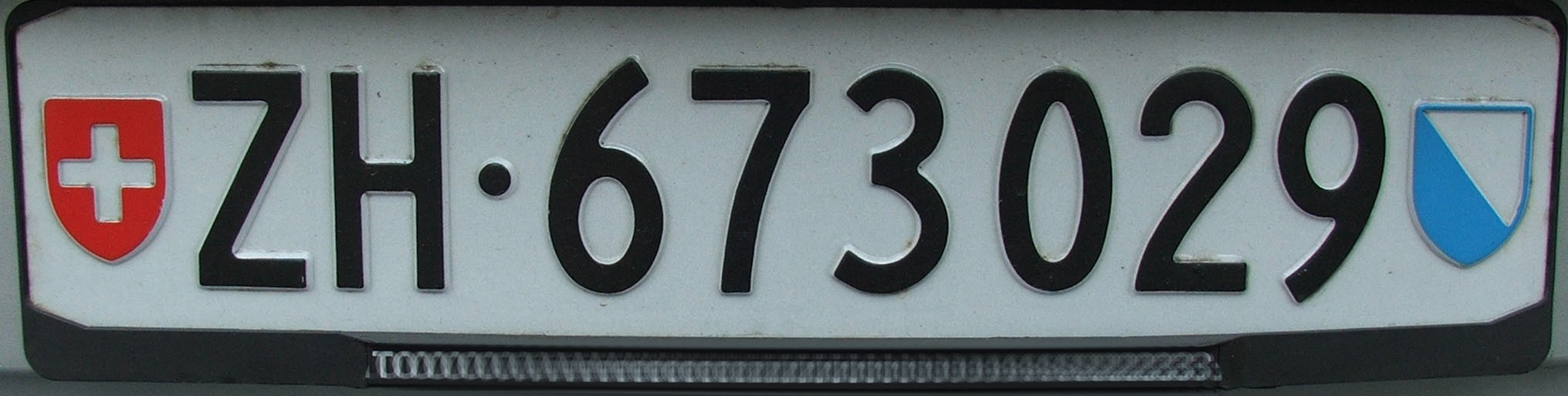
Schweizer Kontrollschild

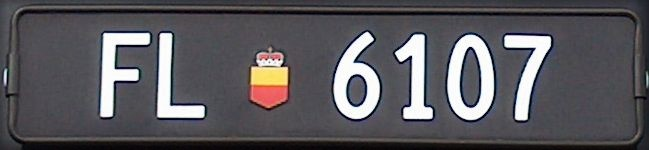
Liechtensteiner Kontrollschild

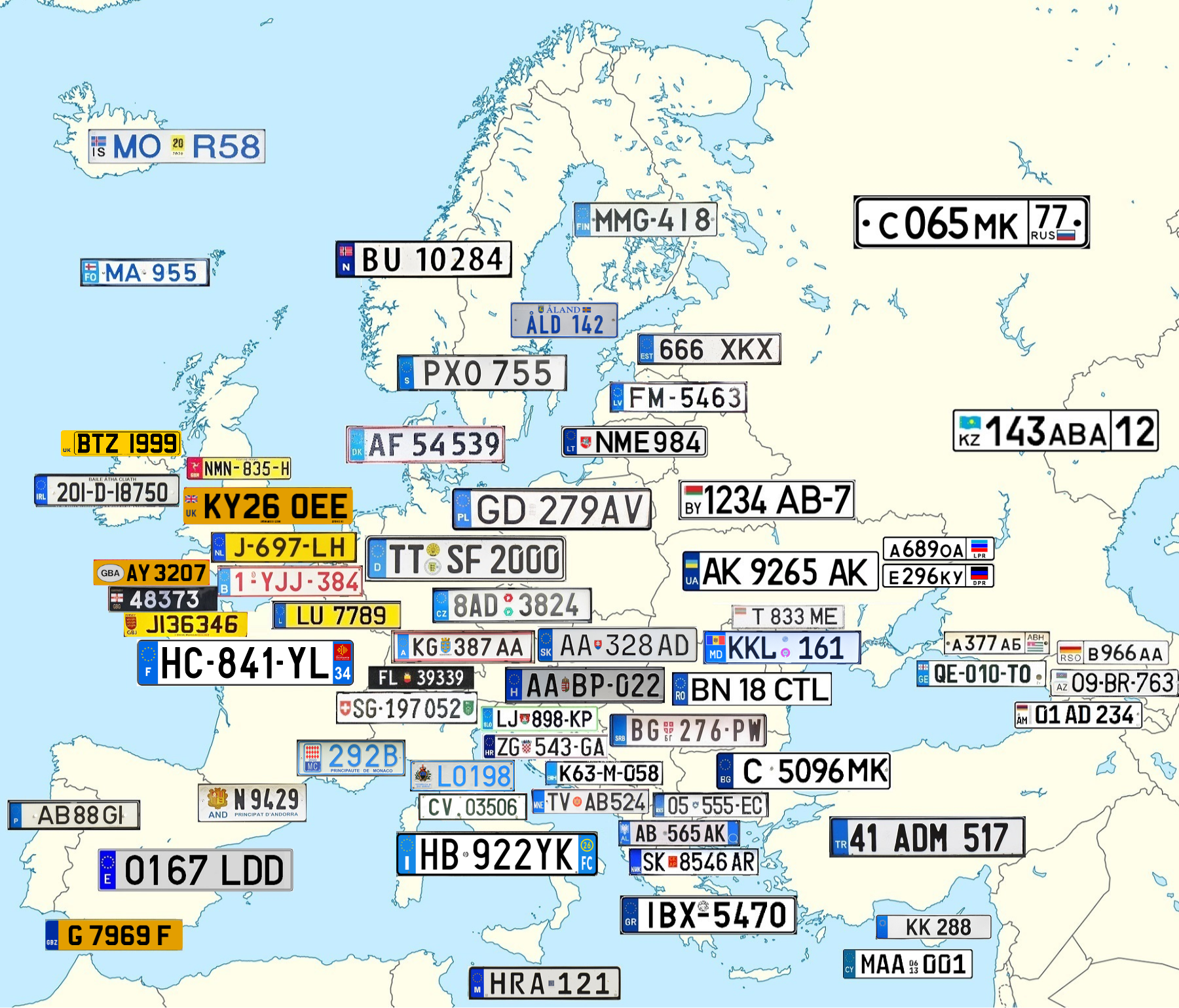
Europa

Ein Kraftfahrzeugkennzeichen oder kurz Kfz-Kennzeichen (Deutschland), ein behördliches Kennzeichen (Österreich) beziehungsweise ein Kontrollschild (Schweiz und Liechtenstein; umgangssprachlich Autonummer) ist eine von der Kraftfahrzeug-Zulassungsbehörde (Schweiz: Strassenverkehrsamt) zugeteilte individuelle numerische oder alphanumerische Registrierungsbezeichnung für Kraftfahrzeuge (Schweiz: Motorfahrzeuge), die in den Fahrzeugunterlagen, auf den Schildern der Kennzeichen erscheint. Kraftfahrzeugkennzeichen dienen grundsätzlich zur Identifizierung des Fahrzeughalters. In diesem Artikel wird unter Kraftfahrzeugkennzeichen die Zuteilung einer „Registrierung“ eines Fahrzeuges für die Zulassung von Fahrzeugen zum Straßenverkehr verstanden.

## Benennung von Kennzeichen und Kennzeichenschildern
Sowohl für das Kennzeichen als auch für die zugehörigen Schilder sind im deutschsprachigen Raum je nach innerstaatlichen Rechtsvorschriften unterschiedliche Benennungen in Gebrauch. In der Umgangssprache werden zusätzliche Synonyme verwendet und die beiden Begriffe werden miteinander vermischt.
Das Kennzeichen heißt in Österreich offiziell „Behördliches Kennzeichen“, das dazugehörige Schild „Kennzeichentafel“. In Deutschland heißt es „Kennzeichen“, früher auch „Amtliches Kennzeichen“ oder „Polizeiliches Kennzeichen“. Das Schild heißt „Kennzeichenschild“. In der Schweiz und in Liechtenstein gibt es keinen eigenen Begriff für das Kennzeichen, stattdessen wird auf das Schild verwiesen. Das Schild wird als „Kontrollschild“ bezeichnet.
In der Umgangssprache heißt es in Deutschland und Österreich auch „Nummernschild“ bzw. „Nummerntafel“, in der Schweiz „Autonummer“.

## Zweck und Funktion des Kennzeichens
Mit dem Kennzeichen wird allen in den jeweiligen Rechtsräumen kennzeichenpflichtigen Kraftfahrzeugen, in der Schweiz dagegen einem Fahrzeughalter, eine Nummer – in der Regel eindeutig – zugeordnet, wobei die Kennzeichenpflicht in den verschiedenen Staaten nicht einheitlich geregelt ist. Verschiedene Auffassungen bestehen insbesondere bei Kraftfahrzeugen mit geringer Leistung, Sonderfahrzeugen, fahrbaren Arbeitsgeräten und Oberleitungsbussen. Letztere gelten in vielen Staaten juristisch als Bahn und nicht als Kraftfahrzeug.
Nach jeweils geltenden Bestimmungen können Kennzeichen aus Ziffern und Buchstaben (unterschiedlicher Alphabete) bestehen. International sind verschiedene Systeme gebräuchlich. Da das Kennzeichen im Straßenverkehr schnell erkennbar und merkbar sein soll, sind viele Systeme auf möglichst kurze und prägnante Formen ausgerichtet. So dienen zählende Buchstaben dem Zweck, auf gleichbleibendem Raum mehr Kombinationen zu ermöglichen, da es wesentlich mehr Buchstaben als Ziffern gibt.
In vielen Staaten darf jedes Kennzeichen im jeweiligen Verwaltungsraum zeitgleich im Prinzip nur einmal vergeben werden. Von dieser Regel gibt es allerdings in vielen Ländern Ausnahmen (z. B. in Frankreich für landwirtschaftliche Fahrzeuge), oder sie wird nur für Fahrzeuge derselben Art angewendet (z. B. in der Schweiz). Vielerorts enthalten die Buchstaben und Ziffern keine Informationen, die über die reine Benennung hinausgehen würden; in anderen Staaten können hingegen aus der Zeichenfolge direkt die Position in der Zulassungsreihenfolge oder der Zeitpunkt der Zulassung des Fahrzeugs abgelesen werden. Oft enthalten Kennzeichen standardisierte Buchstaben- oder Ziffernfolgen, die mit Verwaltungsdistrikten oder spezifischen Verwaltungseinheiten (Militär, staatliche oder internationale Organisationen, Touristenbüros) verbunden sind, sogenannte Unterscheidungszeichen. Diese stehen zumeist am Beginn des Kennzeichens, manchmal auch am Ende, wie beispielsweise in der französischen Norm bei den auslaufenden Kennzeichen als zweistellige Zahl für das Département. Darüber hinaus sind in zahlreichen Ländern auch andere, vom jeweiligen Standardkennzeichen abweichende Formen zulässig, etwa für historische Kraftfahrzeuge, für Probe- und Überführungsfahrten, für steuerbefreite Fahrzeuge, Elektroautos, Kurzzeitkennzeichen, Ausfuhrkennzeichen, Behördenkennzeichen und Tarnkennzeichen. Unterscheidungszeichen können in Sonderfällen auch für kleine Fahrzeuggruppen vergeben werden, wie beispielsweise Dienstfahrzeuge von Regierungen.
Auch die Zuordnung eines Kennzeichens zum Fahrzeug oder zum Fahrzeughalter wird unterschiedlich gehandhabt: Während in der Schweiz oder in Liechtenstein ein Kennzeichen dem Fahrzeughalter zugeordnet ist (er kann mit einer Wechselnummer dieses mit mehreren Fahrzeugen lebenslang nutzen, ein Kennzeichen kann vererbt und je nach Kanton übertragen werden), ist es in Deutschland wie in den meisten Ländern fahrzeuggebunden. In Österreich existieren beide Möglichkeiten.
Wunschkennzeichen, d. h. Kennzeichen, in denen der Fahrzeughalter einen Teil der Zeichenfolge innerhalb bestimmter Regeln selbst aussucht, sind in vielen Staaten zulässig (u. a. in Deutschland, der Schweiz und Österreich), oft gegen Gebühr. In der Regel dienen sie der Individualisierung des Fahrzeugs (gerne werden z. B. die Initialen des Namens oder Teile des Geburtsdatums genutzt), aber auch praktischen Zwecken, wie ein besonders kurzes Kennzeichen für Automobile mit wenig Platz für das Kennzeichenschild. Von Firmen wird gelegentlich die Zuordnung von Fahrzeugen zu einem gemeinsamen Fuhrpark oder der Werbung angestrebt.
Inzwischen ist es auch in Deutschland möglich, ein Kennzeichen beim Fahrzeugwechsel auf das neue Fahrzeug „mitzunehmen“ (egal wo es registriert war), was weitaus günstiger als die Prägung neuer Kennzeichen. Für die Mitnahme gab es früher Übergangsfristen, doch inzwischen geschieht die vollständige Ab- und Wiederanmeldung über EDV-Systeme ohne jede Wartezeit.

## Material der Kennzeichenschilder
Kennzeichenschilder sind je nach Land nach unterschiedlichen Normen gefertigt, wobei die Beschriftung der Kennzeichen meist geprägt oder aufgedruckt ist. Sie dienen verschiedenen Zwecken: Zunächst als offen sichtbarer Nachweis der Zulassung von Fahrzeugen zum Straßenverkehr (und damit auch einer entsprechenden Haftpflichtversicherung), auch ermöglichen sie jedermann, ein Fahrzeug eindeutig zu benennen und wieder zu erkennen. Während das Kennzeichen außer der Benennung keinerlei weitere Bedeutung hat, weist das Kennzeichenschild oftmals eine Vielzahl zusätzlicher Informationen aus, wie Angaben zur Nationalität, zum Verwaltungsdistrikt der Zulassungsstelle oder steuerliche und technische Angaben in Form von Plaketten oder Stempeln. Kennzeichenschilder müssen international einheitlich am Heck, meist auch an der Front eines Fahrzeuges angebracht werden. Für manche Fahrzeugtypen (beispielsweise Motorräder) sowie in einigen Ländern (zum Beispiel einigen Bundesstaaten der USA) ist nur ein Kennzeichenschild hinten vorgeschrieben.
Gegen ungewollte Geräusche des Kennzeichenbleches und aus optischen Gründen sowie zum Schutz vor Verlust oder Diebstahl werden zum Anbringen häufig Kennzeichenträger verwendet, die meist aus Kunststoff bestehen und deren Umrandung oft Werbeaufschriften trägt. Diese Kennzeichenträger ersparen das früher übliche Durchbohren der Kennzeichentafeln für Befestigungsschrauben. Insbesondere, wenn Kennzeichenträger mit Blechschrauben von fast 5 mm Durchmesser in üblicherweise dünnem Karosserieblech von Pkw verschraubt sind, können sich diese Schrauben, die mit nur einem Teil eines Gewindegangs greifen, lösen und den Träger verrutschen lassen. Die Kennzeichenträger vereinfachen Autohändlern, -nutzern, der Exekutive aber auch Dieben, Schilder anzubringen und abzunehmen. Das erfolgt einfach mit einem Schlitzschraubenzieher, Kaffeelöffel oder ähnlichem. Kennzeichenträger wiegen paarweise etwa 0,2 kg und erhöhen die Masse der Pkw-Flotte um 1/10.000 und damit den Treibstoffverbrauch. Durch das Anheben des Kennzeichens durch den Halter und den Schattenwurf des Rahmens wird die Lesbarkeit des Kennzeichens unter der Kennzeichenbeleuchtung verschlechtert. In Frankreich übliches Aufkleben einer Folie direkt auf Karosserie oder Stoßfänger spart sogar die Masse des Tafelblechs ein und markiert das Kfz dauerhafter und fälschungssicherer. Spezielle Wechselkennzeichenhalter erlauben das in Österreich praktizierte werkzeuglose Rangieren von Wechselkennzeichen zwischen dafür berechtigten Fahrzeugen. Da nur die österreichischen Kennzeichen – mit rot-weiß-roten Längsstreifen – in Europa höher sind, benötigen sie eigene Kennzeichenhalter.
Die missbräuchliche Verwendung von Kennzeichen und Kennzeichenschildern stellt in vielen Staaten eine Straftat dar, siehe Urkundenfälschung und Kennzeichenmissbrauch. Ein historisch wesentliches Argument für die Einführung von Kennzeichen in verschiedenen Staaten war, der Fahrerflucht vorzubeugen, die mit dem Zunehmen des Automobilverkehrs zu Beginn des 20. Jahrhunderts zu einem häufig begangenen Delikt wurde.

## Geschichte
Die älteste bekannte Kennzeichnung von Fahrzeugen war die Nummerierung römischer Streitwagen.
An englischen Kutschen wurden im 17. Jahrhundert Tafeln mit Wappen zur Unterscheidung befestigt.
Fahrzeugkennzeichen wurden eingeführt, um eine Fahrerflucht zu erschweren, andere Straftaten oder Verkehrsordnungswidrigkeiten gezielter ahnden zu können und um es Betroffenen zu erleichtern, zivilrechtliche Forderungen (z. B. nach einem Unfall) geltend zu machen.

### Fahrräder
In Deutschland begannen einige örtliche Behörden zwischen 1870 und 1890 wegen Fällen von Fahrerflucht Nummernschilder für Fahrräder vorzuschreiben, die lokal ausgegeben wurden und sich farblich unterschieden.
In den 1930er Jahren gab es kurze Zeit in verschiedenen Gebieten Österreichs Nummerntafel- und Steuerpflicht für Fahrräder. Die etwa 4×15 cm großen Tafeln wurden mit einer Achsmutter des Vorderrades festgeklemmt.

### Kraftfahrzeuge
Die Einführung von Kraftfahrzeugkennzeichnungen ging nicht überall ohne Proteste vonstatten. Nachdem Anfang des 20. Jahrhunderts immer mehr europäische Länder eine Kennzeichnungspflicht erließen (so Bayern 1899, Spanien und Belgien 1900, Frankreich 1901), wurden Stimmen insbesondere in England laut, die Nummerierung entstelle die Automobile, sie erhielten den Charakter von Mietwagen. Ab 1. Oktober 1907 galt im Deutschen Reich ein einheitliches System für das Anbringen von Nummernschildern an allen Kraftfahrzeugen. 
Motorräder hatten in Österreich etwa bis 1970 zusätzlich zum hinteren noch ein Rücken an Rücken über dem Vorderrad montiertes Schilderpaar, das von beiden Seiten gelesen werden konnte. Alle Zweiräder mussten damals nach StVO noch „quer zum Fahrbahnrand“ abgestellt werden.

## Normen für Kennzeichen und Kennzeichenschilder
Sowohl die Kennzeichen als auch die Kennzeichenschilder haben sich historisch unterschiedlich entwickelt und sind je nach Staat abweichend normiert. In der Europäischen Union wurde bislang keine einheitliche Norm für Kennzeichen oder Kennzeichenschilder durchgesetzt. Viele Staaten verwenden einander angeglichene Normen sowie mittlerweile einheitlich die Eurobanderole mit dem Länderkürzel am linken Rand des Kennzeichenschildes. Auch außerhalb der EU finden sich verstärkt ähnliche Entwicklungen, indem dem Kennzeichen ein blauer Balken (z. B. im Libanon), die Nationalflagge (z. B. Kasachstan) oder Nationalwappen (z. B. San Marino) – oft in Kombination mit dem Länderkürzel – vorangestellt wird.

### Aufbau
Die Kennzeichen sind in vielen Staaten auf schnelle Erkennbarkeit und gute Merkfähigkeit optimiert. So enthält das deutsche Standardkennzeichen nach dem Unterscheidungszeichen zunächst ein oder zwei Buchstaben, gefolgt von einer Ziffernreihe mit bis zu vier Stellen. Die Normen anderer Staaten sind davon verschieden, allerdings ist allen gemeinsam, dass die Bevölkerung mit dem Aufbau ihrer Kennzeichen vertraut ist und eine inländische Person die vertraute Struktur auch bei einem flüchtigen Blick schneller erfassen kann. Weicht ein fremdländisches Kennzeichen von dem erwarteten Aufbau ab, so ist das spontane Behalten der Zeichenfolge deutlich schwieriger. Diese historisch gewachsene Gewohnheit ist ein pragmatischer Hinderungsgrund für die Einrichtung einer europaweiten Einheitsnorm bei Kraftfahrzeugkennzeichen.
Nicht alle internationalen Normen sind auf gute Erkennbarkeit ausgerichtet. Insbesondere bei großen Verwaltungsräumen, in denen zahlreiche Kraftfahrzeuge angemeldet sind, kommen größere Ziffernfolgen mit bis zu acht Stellen oder uneinheitliche Anordnung von Buchstaben- und Zahlenreihen vor. In Europa sind allerdings nur maximal sechsstellige Ziffernfolgen gebräuchlich.
Ebenfalls von der Norm hängt die Menge der möglichen Kennzeichen ab. Bei einer reinen Ziffernfolge von sechs Stellen, wie in der Schweiz üblich, ist für jeden Verwaltungsraum die Benennung von fast einer Million Fahrzeugen möglich (1 bis 999.999). Eine Kombination von ein bis zwei Buchstaben, gefolgt von maximal ein bis drei Ziffern, ergibt über 770.000 mögliche Kennzeichen, wobei diese deutlich leichter zu merken sind als sechsstellige Zahlen. Mit der bislang umfangreichsten europäischen Norm aus fünf Buchstaben und zwei Ziffern – wie sie beispielsweise von Polen, Rumänien und dem Vereinigten Königreich verwendet wird – könnte pro Verwaltungsraum weit mehr als eine Milliarde Fahrzeuge gekennzeichnet werden. Eine solche Norm ist geeignet, ein europaweit einheitliches System zu tragen, selbst dann, wenn überhaupt keine Unterscheidungszeichen verwendet werden. Letztere sind allerdings für die leichtere Erkennbarkeit der Kennzeichen wichtig, da sie die räumliche Einordnung der Fahrzeuge unterstützen.

### Größe und Farbe
Auch die Normen der Kennzeichenschilder sind national in Farbgebung und Tafelgröße unterschiedlich. So verwenden einige Staaten für die Front- und Heckschilder unterschiedliche Farben (z. B. Vereinigtes Königreich) oder Größen (z. B. Italien), zudem ist auch die Kontrastgebung (beispielsweise dunkle Schrift auf hellem Grund oder umgekehrt) unterschiedlich normiert. Für private Fahrzeuge wird aber überwiegend ein heller Hintergrund (oft weiß oder gelb) genutzt, während militärische Fahrzeuge oftmals Nummernschilder mit schwarzem Grund tragen.

### Liste der Dimensionen der Motorradkennzeichen von Europa, den USA und Japan
| Staat                  | Kürzel | Fläche cm² | Breite mm | Höhe mm | Quelle |
| ---------------------- | ------ | ---------- | --------- | ------- | ------ |
| Albanien               | AL     | 313        | 177       | 177     | [ 6 ]  |
| Andorra                | AND    | 259        | 225       | 115     | [ 7 ]  |
| Belarus                | BY     | 312        | 240       | 130     | [ 8 ]  |
| Belgien                | B      | 294        | 210       | 140     | [ 9 ]  |
| Bosnien-Herzegowina    | BIH    | 312        | 240       | 130     | [ 10 ] |
| Bulgarien              | BG     | 307        | 199       | 15,4    | [ 11 ] |
| Deutschland            | D      | 360        | 180       | 200     | [ 12 ] |
| Dänemark               | DK     | 396        | 240       | 16,5    | [ 13 ] |
| Estland                | EST    | 179        | 177       | 101     | [ 14 ] |
| Finnland               | FIN    | 330        | 165       | 200     | [ 15 ] |
| Frankreich             | F      | 273        | 210       | 130     | [ 16 ] |
| Griechenland           | GR     | 400        | 200       | 200     | [ 17 ] |
| Irland                 | IRL    | 289        | 190       | 152     | [ 18 ] |
| Island                 | IS     | 312        | 240       | 130     | [ 19 ] |
| Italien                | I      | 313        | 177       | 177     | [ 20 ] |
| Japan                  | J      | 288        | 230       | 125     | [ 21 ] |
| Kosovo                 | RKS    | 312        | 240       | 130     | [ 22 ] |
| Kroatien               | HR     | 324        | 180       | 180     | [ 23 ] |
| Lettland               | LV     | 312        | 240       | 130     | [ 24 ] |
| Liechtenstein          | FL     | 252        | 180       | 140     | [ 25 ] |
| Litauen                | LT     | 389        | 185       | 210     | [ 26 ] |
| Luxemburg              | L      | 280        | 200       | 140     | [ 27 ] |
| Malta                  | M      | 247        | 190       | 130     | [ 28 ] |
| Moldau                 | MD     | 328        | 245       | 134     | [ 29 ] |
| Monaco                 | MC     | 203        | 203       | 100     | [ 30 ] |
| Montenegro             | MNE    | 324        | 180       | 180     | [ 31 ] |
| Niederlande            | NL     | 300        | 210       | 14,3    | [ 32 ] |
| Nordmazedonien         | NMK    | 400        | 200       | 200     | [ 33 ] |
| Norwegen               | N      | 334        | 220       | 15,2    | [ 34 ] |
| Österreich             | A      | 357        | 210       | 170     | [ 35 ] |
| Polen                  | PL     | 285        | 190       | 150     | [ 36 ] |
| Portugal               | P      | 308        | 220       | 140     | [ 37 ] |
| Rumänien               | ROM    | 312        | 240       | 130     | [ 38 ] |
| Russland               | RUS    | 276        | 190       | 145     | [ 39 ] |
| San Marino             | RSM    | 275        | 165       | 165     | [ 40 ] |
| Schweden               | S      | 255        | 170       | 150     | [ 41 ] |
| Schweiz                | CH     | 252        | 180       | 140     | [ 42 ] |
| Serbien                | SRB    | 235        | 153,3     | 153,3   | [ 43 ] |
| Slowakei               | SK     | 360        | 240       | 150     | [ 44 ] |
| Slowenien              | SLO    | 324        | 180       | 180     | [ 45 ] |
| Spanien                | E      | 352        | 220       | 160     | [ 46 ] |
| Tschechien             | CZ     | 320        | 200       | 160     | [ 47 ] |
| USA                    | USA    | 182        | 178       | 102     |        |
| US-Staat Minnesota     | USA    | 194        | 183       | 106     |        |
| Ukraine                | UA     | 383        | 220       | 174     | [ 48 ] |
| Ungarn                 | H      | 312        | 240       | 130     | [ 49 ] |
| Vereinigtes Königreich | UK     | 407        | 229       | 178     | [ 50 ] |
| Zypern                 | CY     | 400        | 200       | 200     | [ 51 ] |

### Liste der Dimensionen der Autokennzeichen von Europa, den USA und Japan im Normalformat
| Staat                  | Kürzel | Fläche (hinten / vorne) cm² | Breite (hinten / vorne) mm | Höhe (hinten / vorne) mm | Quelle            |
| ---------------------- | ------ | --------------------------- | -------------------------- | ------------------------ | ----------------- |
| Albanien               | AL     | 582                         | 520                        | 112                      | [ 52 ]            |
| Andorra                | AND    | 396                         | 330                        | 120                      | [ 7 ]             |
| Belarus                | BY     | 572                         | 520                        | 110                      | [ 8 ]             |
| Belgien                | B      | 572                         | 520                        | 110                      | [ 9 ]             |
| Bosnien-Herzegowina    | BIH    | 572                         | 520                        | 110                      | [ 10 ]            |
| Bulgarien              | BG     | 572                         | 520                        | 110                      | [ 11 ]            |
| Dänemark               | DK     | 605                         | 504                        | 120                      | [ 13 ]            |
| Deutschland            | D      | 572                         | 520                        | 110                      | [ 12 ]            |
| Estland                | EST    | 588                         | 520                        | 113                      | [ 14 ]            |
| Finnland               | FIN    | 522                         | 442                        | 118                      | [ 15 ]            |
| Frankreich             | F      | 572                         | 520                        | 110                      | [ 16 ]            |
| Griechenland           | GR     | 572                         | 520                        | 110                      | [ 17 ]            |
| Irland                 | IRL    | 572                         | 520                        | 110                      | [ 18 ]            |
| Island                 | IS     | 572                         | 520                        | 110                      | [ 19 ]            |
| Italien                | I      | 572/396                     | 520/360                    | 110                      | [ 20 ]            |
| Japan                  | J      | 545                         | 330                        | 165                      | [ 21 ]            |
| Kosovo                 | RKS    | 572                         | 520                        | 110                      | [ 22 ]            |
| Kroatien               | HR     | 572                         | 520                        | 110                      | [ 53 ]            |
| Lettland               | LV     | 572                         | 520                        | 110                      | [ 24 ]            |
| Liechtenstein          | FL     | 550/240                     | 500/300                    | 110/80                   | [ 25 ]            |
| Litauen                | LT     | 572                         | 520                        | 110                      | [ 26 ]            |
| Luxemburg              | L      | 572                         | 520                        | 110                      | [ 27 ]            |
| Malta                  | M      | 572                         | 520                        | 110                      | [ 28 ]            |
| Moldau                 | MD     | 582                         | 520                        | 112                      | [ 29 ]            |
| Monaco                 | MC     | 286/234                     | 340/260                    | 110/90                   |                   |
| Montenegro             | MNE    | 582                         | 520                        | 112                      | [ 31 ]            |
| Niederlande            | NL     | 572                         | 520                        | 110                      | [ 32 ]            |
| Nordmazedonien         | NMK    | 572                         | 520                        | 110                      | [ 33 ]            |
| Norwegen               | N      | 572                         | 520                        | 110                      | [ 34 ]            |
| Österreich             | A      | 624                         | 520                        | 120                      | [ 35 ]            |
| Polen                  | PL     | 593                         | 520                        | 114                      | [ 36 ]            |
| Portugal               | P      | 572                         | 520                        | 110                      | [ 37 ]            |
| Rumänien               | ROM    | 572                         | 520                        | 110                      | [ 38 ]            |
| Russland               | RUS    | 582                         | 520                        | 112                      | [ 39 ]            |
| San Marino             | RSM    | 468                         | 390                        | 120                      | [ 40 ]            |
| Schweden               | S      | 572                         | 520                        | 110                      | [ 41 ]            |
| Schweiz                | CH     | 550/240                     | 500/300                    | 110/80                   | [ 42 ]            |
| Serbien                | SRB    | 582                         | 520                        | 112                      | [ 43 ]            |
| Slowakei               | SK     | 572                         | 520                        | 110                      | [ 44 ]            |
| Slowenien              | SLO    | 624                         | 520                        | 120                      | [ 45 ]            |
| Spanien                | E      | 572                         | 520                        | 110                      | [ 46 ]            |
| Tschechien             | CZ     | 572                         | 520                        | 110                      | [ 47 ]            |
| Ukraine                | UA     | 582                         | 520                        | 112                      | [ 48 ]            |
| Ungarn                 | H      | 572                         | 520                        | 110                      | [ 49 ]            |
| USA                    | USA    | 464                         | 305                        | 152                      | Teilw. abweichend |
| Vereinigtes Königreich | UK     | 577                         | 520                        | 111                      | [ 54 ]            |
| Zypern                 | CY     | 572                         | 520                        | 110                      | [ 51 ]            |

Hinsichtlich der Größen werden heute zwei Grundtypen unterschieden:
- Langformat: Das Langformat ist das heute in den meisten Staaten Europas übliches Format. Bedingt durch koloniale Einflüsse herrscht dieses Format auch in Afrika vor. In mehreren europäischen Ländern ist das Maß 520 mm × 110 mm. Österreich weist eine größere Höhe aus. In der Schweiz und in Liechtenstein sind die Hinterschilder 500 mm × 110 mm, die Vorderschilder 300 mm × 80 mm groß.
- Hochformat: Das Hochformat ist in Nord- und Südamerika, Asien sowie für Hinterschilder in der Schweiz und in Liechtenstein anzutreffen. Das Maß in den USA ist 320 mm × 170 mm, in der Schweiz und in Liechtenstein 300 mm × 160 mm.

Mittlerweile vergeben einige Länder beide Größen (z. B. Bahrain und Australien). In der Schweiz wurde das Langformat 1959, in Liechtenstein 1986 ergänzend zum Hochformat eingeführt, heute sind dort beide Formate gleichberechtigt zulässig. Dagegen wird in vielen anderen europäischen Ländern das Kennzeichen im Hochformat („zweizeiliges Kennzeichen“) nur ausnahmsweise vergeben (z. B. auf US-Importfahrzeugen oder Krafträdern).

### Schrift
In Europa verwenden mittlerweile die meisten Staaten asymmetrische Typen, die gewährleisten, dass sich ein Zeichen auch bei Teilverdeckung noch identifizieren lässt. Die Hemmschwelle zum Verfälschen eines Kennzeichens liegt dadurch höher. Es gibt auch bei den Typen in der Europäischen Union keine Einheitsnorm, obwohl die verwendeten unterschiedlichen Schriftsätze gleichwertige Gebrauchseigenschaften haben. Weltweit nutzen einige Staaten Varianten der deutschen FE-Schrift (z. B. Kuba, Malta, Tansania).
Schriftfarbe
Seit 2017 erhalten Elektro-Autos in Österreich Schilder mit grüner statt schwarzer Schrift. Damit sind bestimmte Privilegien verbunden, die typisch von Gemeinden verordnet werden müssen, etwa Begünstigung beim gebührenpflichtigen Kurzparken.

## Internationale Landeskennzeichen
Zusätzlich zum eigentlichen Kraftfahrzeug-Kennzeichen legen internationale Vereinbarungen den Gebrauch des Nationalitätszeichens fest, das eine Abkürzung der jeweiligen Staatsbezeichnungen darstellt und das neben dem eigentlichen Kennzeichen angebracht wird.
Rechtlich ist das quer-ovale Zusatzschild – schwarze Schrift auf weißem Grund – ein Bestandteil des Kennzeichens. In vielen Staaten ist diese Zusatzplakette allerdings unüblich, da die meisten Kraftfahrzeuge kaum je eine internationale Grenze überschreiten. In der Europäischen Union und einigen europäischen Staaten ist das internationale Landeskennzeichen bei neuen Schildern, den sogenannten Euro-Kennzeichen, samt EU-Emblem oder der Landesflagge am linken Rand in das Nummernschild integriert. Fahrzeuge benötigen kein Nationalitätszeichen bei Reisen innerhalb der Europäischen Union, im Europäischen Wirtschaftsraum (Island, Liechtenstein und Norwegen), im EFTA-Staat Schweiz sowie in Beitrittsstaaten der Wiener Straßenverkehrskonvention, die die Länderkennung durch das EU-Kennzeichen ebenfalls akzeptieren.
Bei Reisen in ein anderes Land als EU/EWR/EFTA/Beitrittsstaat der Wiener Straßenverkehrskonvention muss dieses Zusatzschild angebracht werden.

Ovales Zusatzschild oder als Aufkleber
Euroband auf Euro-Kennzeichen

## Aufbau der Kfz-Kennzeichen in einzelnen Staaten

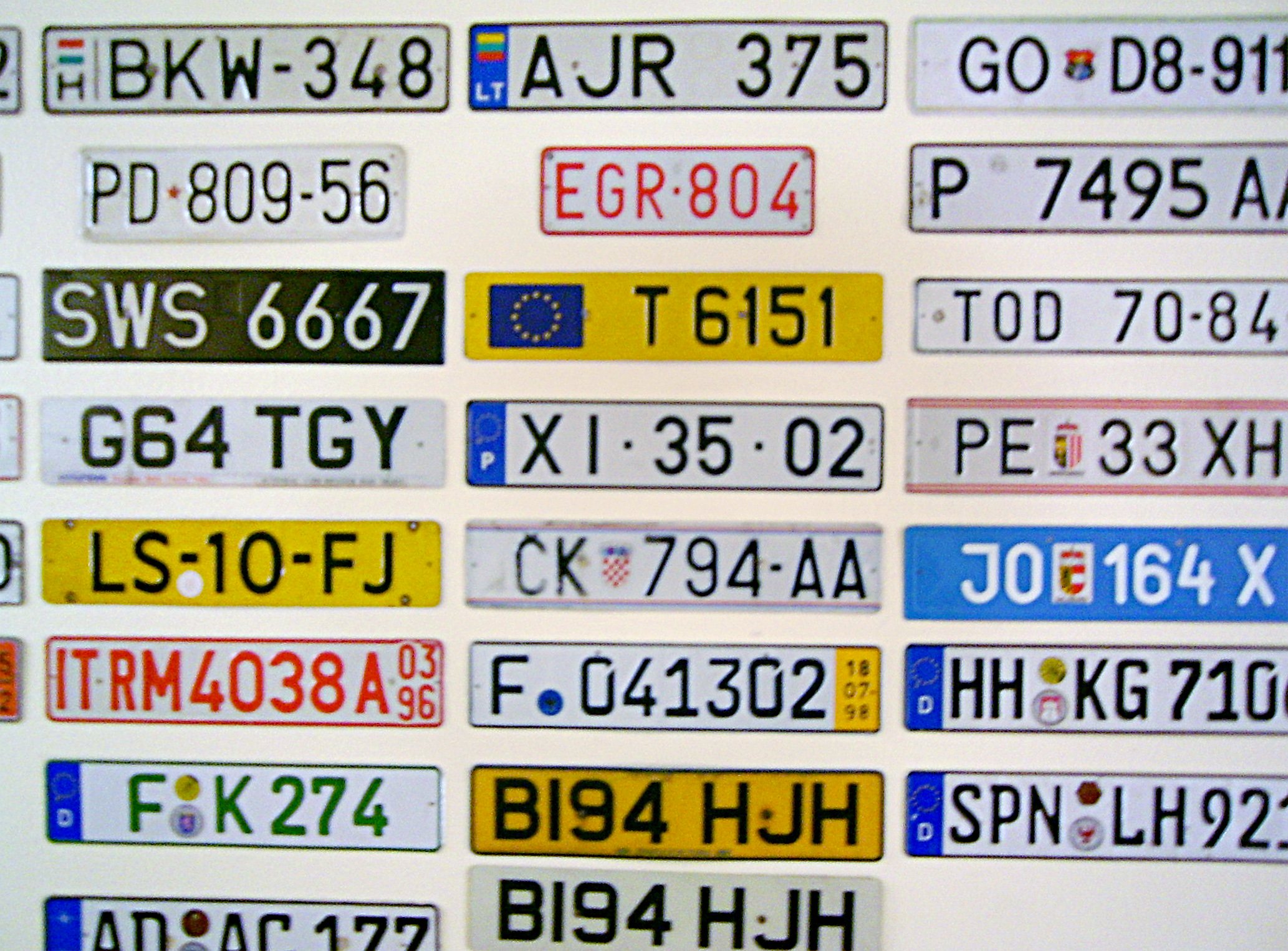
Einige Kfz-Kennzeichenschilder aus Europa

### Europa
| - Albanien - Andorra - Armenien - Aserbaidschan - Belarus - Belgien - Belgien (1953–2010) - Belgien (seit 2010) - Systematik - Bosnien und Herzegowina - Bulgarien - Dänemark - Grönland - Färöer - Deutschland - aktuelle Kfz-Kennzeichen - Kfz-Kennzeichen, die nicht mehr ausgegeben werden - alle Kfz-Kennzeichen - historische Kfz-Kennzeichen - Diplomatenkennzeichen - kanadische Streitkräfte in Deutschland - US-Streitkräfte in Deutschland - Deutsche Demokratische Republik ab 1953 - Estland - Europäische Union - Finnland - Åland - Frankreich - Frankreich (1950–2009) - Systematik - Georgien - Griechenland - Irland - Island - Italien - Italien (1927–1994) - Kosovo - Kroatien | - Lettland - Liechtenstein - Litauen - Luxemburg - Malta - Moldau - Monaco - Montenegro - Niederlande - Systematik - Nordmazedonien - Norwegen - Systematik - Österreich - historische Kennzeichen - Polen - Portugal - Rumänien - Russland - San Marino - Schweden - Schweiz - Serbien - Slowakei - Slowenien - Spanien - Spanien (bis 2000) - Systematik - Transnistrien - Tschechien - Ukraine - Ungarn - Vatikanstadt - Vereinigtes Königreich - Großbritannien - Nordirland - Kronbesitzungen der britischen Krone (kein Teil des Vereinigten Königreichs) |

### Amerika
| - Argentinien - Bolivien - Brasilien - Chile - Ecuador - Grönland (zu Dänemark) - Honduras | - Kanada - Kuba - Mexiko - Paraguay - Peru - Vereinigte Staaten |

### Asien
| - Afghanistan - Armenien - Aserbaidschan - Bahrain - Bhutan - China - Hongkong - Georgien - Indien - Indonesien - Irak - Iran - Israel - Japan - Jordanien - Kasachstan - Katar - Kirgisistan - Libanon - Malaysia | - Malediven - Mongolei - Nepal - Nordkorea - Oman - Osttimor - Palästinensische Autonomiegebiete - Philippinen - Saudi-Arabien - Sri Lanka - Südkorea - Syrien - Tadschikistan - Thailand - Türkei - Turkmenistan - Usbekistan - Vereinigte Arabische Emirate - Vietnam - Zypern |

### Afrika
| - Ägypten - Algerien - Angola - Botswana - Elfenbeinküste - Eswatini - Gambia - Ghana - Guinea-Bissau - Kap Verde - Kenia - Kongo, Dem. Rep. - Libyen - Madagaskar | - Marokko - Mauretanien - Mauritius - Mosambik - Namibia - Niger - Nigeria - Sambia - Senegal - Sierra Leone - Südafrika - Tansania - Tunesien |

### Australien und Ozeanien
- Australien
- Mikronesien
- Palau
- Tonga
- Vanuatu

## Unterscheidungsschlüssel
Wenn das internationale Kennzeichen weder als separate Plakette noch auf dem Schild selbst angebracht ist oder letztere Buchstabenfolge nicht lesbar ist, kann man oft die verschiedenen Länder anhand der Buchstaben-/Zahlenfolge unterscheiden. Die Kriterien sind allerdings nicht immer eindeutig und viele Länder verwenden für spezielle Zwecke abweichende Schemata.

## Zwangsentstempelung
In vielen Ländern ist es möglich, dass die Polizei bzw. die Straßenverkehrsbehörde die Kennzeichen „entstempelt“ (Zwangsentstempelung), um so die Zulassung zu beenden. Dabei wird das Zulassungssiegel entfernt. Gründe hierfür können säumige Steuern, fehlende Haftpflichtversicherung etc. sein. Bevor es dazu kommt, wird der Fahrzeughalter allerdings erst darüber in Kenntnis gesetzt. Außerdem wird oftmals davor noch die Möglichkeit gegeben, ausstehende Zahlungen zu begleichen oder andere Mängel zu beseitigen, um somit die Zwangsentstempelung abzuwenden.

## Andere Kennzeichen
- Nationalitätszeichen – ein ovales Kennzeichen mit Länderkürzel.